# زيغمار فتزليش
زيغمار فتزليش (بالألمانية: Siegmar Wätzlich)‏ مواليد 16 نوفمبر 1947 في ألمانيا المحتلة من قبل قوات التحالف - الوفاة 18 أبريل 2019، كان لاعب كرة قدم ألماني كان يلعب كمدافع. سبق له أن لعب في كأس العالم لكرة القدم مع منتخب بلاده. فاز بميدالية أوليمبية في مسابقة كرة القدم.

## المسيرة الاحترافية

### أندية لعب لها
- دينامو درسدن

## روابط خارجية
- سيغمار واتزليتش على موقع قاعدة بيانات كرة القدم.إي يو (الإنجليزية)
- سيغمار واتزليتش على موقع بيانات كرة القدم. دي إي (الألمانية)
- سيغمار واتزليتش على موقع ناشيونال فوتبول تيمز (الإنجليزية)
- سيغمار واتزليتش على موقع عالم كرة القدم.نت (الإنجليزية)
- سيغمار واتزليتش على موقع اللجنة الأولمبية الدولية (الإنجليزية)
- سيغمار واتزليتش على موقع أوليمبيديا (الإنجليزية)